# The Pips
The Pips – męskie trio wokalne powstałe w 1955 i działające do 1997, śpiewające muzykę soul znane z długoletniej współpracy z Gladys Knight jako kwartet Gladys Knight & the Pips. Trio nagrało dwie płyty bez Gladys Knight, w okresie gdy problemy prawne nie pozwoliły grupie występować z Gladys. Albumy te nie zdobyły większej popularności. Grupa uległa samorozwiązaniu, gdy muzycy postanowili przejść na emeryturę.
W skład grupy wchodzili brat i dwaj kuzyni Gladys:
- Bubba Knight - śpiew
- William Guest - śpiew
- Edward Patten - śpiew

## Dyskografia
(z wyłączeniem albumów nagranych z Gladys Knight)
- At Last the Pips (1978)
- Callin'  (1978)